# 假东风草
假东风草（学名：Blumea riparia）是菊科艾纳香属的植物。分布于锡金、印度尼西亚、印度、泰国、缅甸、中南半岛、马来西亚、菲律宾以及中国大陆的云南、广东、广西等地，生长于海拔350米至2,200米的地区，多生在林边、密林中、山坡灌丛、较耐荫、路边和溪旁，目前尚未由人工引种栽培。